# Panay (Capiz)
Panay ist eine philippinische Stadtgemeinde in der Provinz Capiz. Sie hat 46.114 Einwohner (Zensus 1. August 2015). Panay war früher die Hauptstadt der Provinz Capiz.
Sie liegt an der Küste der Pilar-Bucht.

## Baranggays
Panay ist politisch in 42 Baranggays unterteilt.
| - Agbalo - Agbanban - Agojo - Anhawon - Bagacay - Bago Chiquito - Bago Grande - Bahit - Bantique - Bato - Binangig - Binantuan - Bonga - Buntod | - Butacal - Cabugao Este - Cabugao Oeste - Calapawan - Calitan - Candual - Cogon - Daga - Ilamnay - Jamul-awon - Lanipga - Lat-asan - Libon - Linao | - Linateran - Lomboy - Lus-onan - Magubilan - Navitas - Pawa - Pili - Poblacion Ilawod - Poblacion Ilaya - Poblacion Tabuc - Talasa - Tanza Norte - Tanza Sur - Tico |